# Habromys delicatulus
Habromys delicatulus és una espècie de mamífer rosegador de la família dels cricètids. És endèmic de l'Eix Volcànic Transversal de Mèxic. El seu hàbitat natural són les selves nebuloses situades a més de 2.000 msnm. Està amenaçat per la desforestació dins el seu àmbit de distribució, que és extremament restringit. El seu nom específic, delicatulus, es refereix a la seva mida petita i els seus caràcters delicats en comparació amb les altres espècies del gènere Habromys.